# Хутір Підлісний
Підлісний ( Янів, Підлісне) — колишнє село в Україні, розташоване в Чорнобильському районі Київської області. До 1978 року село підпорядковувалося Прип'ятській міській раді. У 1978 році мешканців села було виселено, а саме село повністю знесено під час будівництва ставка-охолоджувача для ЧАЕС.

## Історія
У 1900 році ферма Янів (власн.). У ній дворів — 1, жителів чоловічої статі — 2. Головне заняття їх — землеробство. Відстань до ферми від найближчих: залізничної станції — 138 верст, пароплавної, поштово-телеграфної та поштової (земської) — 18 верст. Залізнична станція має назву Київ, пароплавна — Чорнобиль. Поштово-телеграфна та поштова (земська) станції розташовані у м. Чорнобиль. При фермі числиться 2770 десятин землі. Ферма належить Сергію Михайловичу Челіщеву. Господарство в маєтку веде керуючий Іван Карлович Собко-Собкевич за трипільною системою. Ферма підпорядковувалася Чорнобильський волості.
Станом на 1926 рік у хуторі Янів було 23 селянських господарства. У хуторі проживало 58 чоловіків та 53 жінки — разом 111 осіб, усі українці.

Два Янова (старий хутір і нове селище при станції) призвели до ще більшої плутанини, і в підсумку в 1946 р. старий хутір Янів перейменували на хутір Підлісний, а назву Янів зберегли тільки за селищем поблизу однойменної станції.
У 1943 році в Семиходах було відновлено сільраду, у віданні якої перебували також хутір Підлісний і селище залізничної станції Янів. На хуторі Підлісному діяв колгосп "Червоне Полісся".
Наприкінці 1950 р. відбулося укрупнення колгоспних господарств у Новошепелицькому районі. Серед інших були ліквідовані як самостійні колгоспи - імені Калініна в Семиходах і "Червоне Полісся" на хуторі Підлісному. Їх об'єднали з колгоспом ім. Щорса в Новошепеличах. Новий колгосп отримав ім'я М.І. Калініна, його центральна садиба розміщувалася в райцентрі Новошепеличах, Семиходи стали 4-ю бригадою цього колгоспу, а хутір Підлісний - 5-ю.
До кінця 1953 р. планувалося провести в кожну хату електроосвітлення і радіоточку, провести ремонт колодязів і вирити новий колодязь на Підлісному.

10 серпня 1954 року вийшов указ Президії Верховної Ради УРСР про укрупнення сільрад у Київській області. Семиходську сільраду було розформовано й приєднано до Новошепелицької.
1959 році було розформовано й Новошепелицький район. Частину його території разом із колишнім райцентром і Підлісним приєднали до Чорнобильського району.
На 1969 р. вказувалося що на  Підлісному (населення станом на 1969 рік становило 123 особи) був переносний книжковий пункт від Семиходської бібліотеки.
24 квітня 1972 року Київський облвиконком наділив Прип'ять статусом селища міського типу і перепідпорядкував від Новошепелицької сільради до Прип'ятської селищної ради хутір Підлісний і селище станції Янів.
10 квітня 1978 р. рішенням Київського облвиконкому офіційно ліквідуються відселені вже за кілька років до цього село Нагірці та  Підлісний. Мешканців хутора Підлісний (38 дворів/господарств) було переселено до села Новошепеличі.
Село було ліквідовано під час будівництва ставка-охолоджувача для ЧАЕС. Від села залишилося тільки старе кладовище.

Після аварії на ЧАЕС на колишній території села створили пункт захоронення радіоактивних відходів, який назвали в честь колишнього села.